# Rockport (Kentucky)
Rockport és una població dels Estats Units a l'estat de Kentucky. Segons el cens del 2000 tenia 334 habitants.

## Demografia
Segons el cens del 2000, Rockport tenia 334 habitants, 133 habitatges, i 104 famílies. La densitat de població era de 169,7 habitants/km².
Dels 133 habitatges en un 27,1% hi vivien nens de menys de 18 anys, en un 65,4% hi vivien parelles casades, en un 10,5% dones solteres, i en un 21,1% no eren unitats familiars. En el 19,5% dels habitatges hi vivien persones soles el 10,5% de les quals corresponia a persones de 65 anys o més que vivien soles. El nombre mitjà de persones vivint en cada habitatge era de 2,51 i el nombre mitjà de persones que vivien en cada família era de 2,85.
Per edats la població es repartia de la següent manera: un 20,1% tenia menys de 18 anys, un 9,3% entre 18 i 24, un 24,3% entre 25 i 44, un 29,9% de 45 a 60 i un 16,5% 65 anys o més.
L'edat mediana era de 42 anys. Per cada 100 dones de 18 o més anys hi havia 97,8 homes.
La renda mediana per habitatge era de 28.889 $ i la renda mediana per família de 32.500 $. Els homes tenien una renda mediana de 42.188 $ mentre que les dones 16.750 $. La renda per capita de la població era de 13.184 $. Entorn del 22,4% de les famílies i el 26,1% de la població estaven per davall del llindar de pobresa.

## Poblacions més properes
El següent diagrama mostra les poblacions més properes.